# Giuseppe de Thomasis
Giuseppe de Thomasis (Montenerodomo, 1767 – Napoli, 1830) è stato un giurista, politico e patriota italiano.

## Biografia
Allievo di Gaetano Filangieri, si laureò in Giurisprudenza all'Università degli Studi di Napoli Federico II, preferendo lo studio delle leggi all'esercizio dell'avvocatura. In particolare, come Procuratore generale della Gran Corte dei Conti dal 1813 al 1818, influenzò la dottrina giuridica, e segnatamente quella amministrativista, del Regno delle Due Sicilie della prima metà del XIX secolo .
Partecipò alla Repubblica partenopea del 1799. Con il Decennio francese, e in particolare con Gioacchino Murat, fece accesso alle principali cariche dell'amministrazione e della magistratura. Fu, infatti, Sottointendente di Sulmona nel 1806 e successivamente Intendente della provincia di Calabria Ultra.
Nel 1813 sposò Lucia Gomez Paloma, che tenne un celebre salotto letterario e liberale, frequentato, tra gli altri, dai fratelli Poerio (Carlo e Alessandro) e Spaventa (Bertrando e Silvio), dal Colletta e dal Tommaseo .
Socio onorario della Reale Accademia delle Scienze, fu nominato Commissario ripartitore dei beni feudali e demaniali per l'Abruzzo. Qui, come ricorda Benedetto Croce, i cui avi originari di Montenerodomo erano imparentati ai de Thomasis, «raccolse alcune centinaia di miserabili che vivevano dispersi nei boschi» , fondando il nuovo comune di Ateleta, esente da imposte.
Ministro per tre mesi, nel 1820, della Marina e degli Affari interni ed ecclesiastici nel Governo costituzionale del Regno delle Due Sicilie, dopo il fallimento dei moti, cui partecipò attivamente, si dovette ritirare a vita privata, prima a Firenze, poi a Napoli, dove morì nel 1830.
A Montenerodomo gli è stata intitolata una delle piazze più importanti ove campeggia la chiesa di San Vito, sepolcreto della famiglia Croce.
Tra i suoi scritti più importanti va ricordata l'edizione postuma dell'Introduzione allo studio del dritto pubblico e privato del Regno di Napoli (Tip. nella Pietà dei turchini, Napoli 1831).